# Zdeno Štrba
Zdeno Štrba (Karásznó, 1976. június 9. –) szlovák válogatott labdarúgó.

## Sikerei, díjai
MŠK Žilina
- Szlovák bajnok (3): 2002–03, 2003–04, 2006–07
- Szlovák szuperkupagyőztes (3): 2003, 2004, 2007

## Külső hivatkozások
- Zdeno Štrba a national-football-teams.com honlapján